# Casarrubios del Monte
Casarrubios del Monte è un comune spagnolo di 5 319 abitanti situato nella comunità autonoma di Castiglia-La Mancia.